# Niesendorf

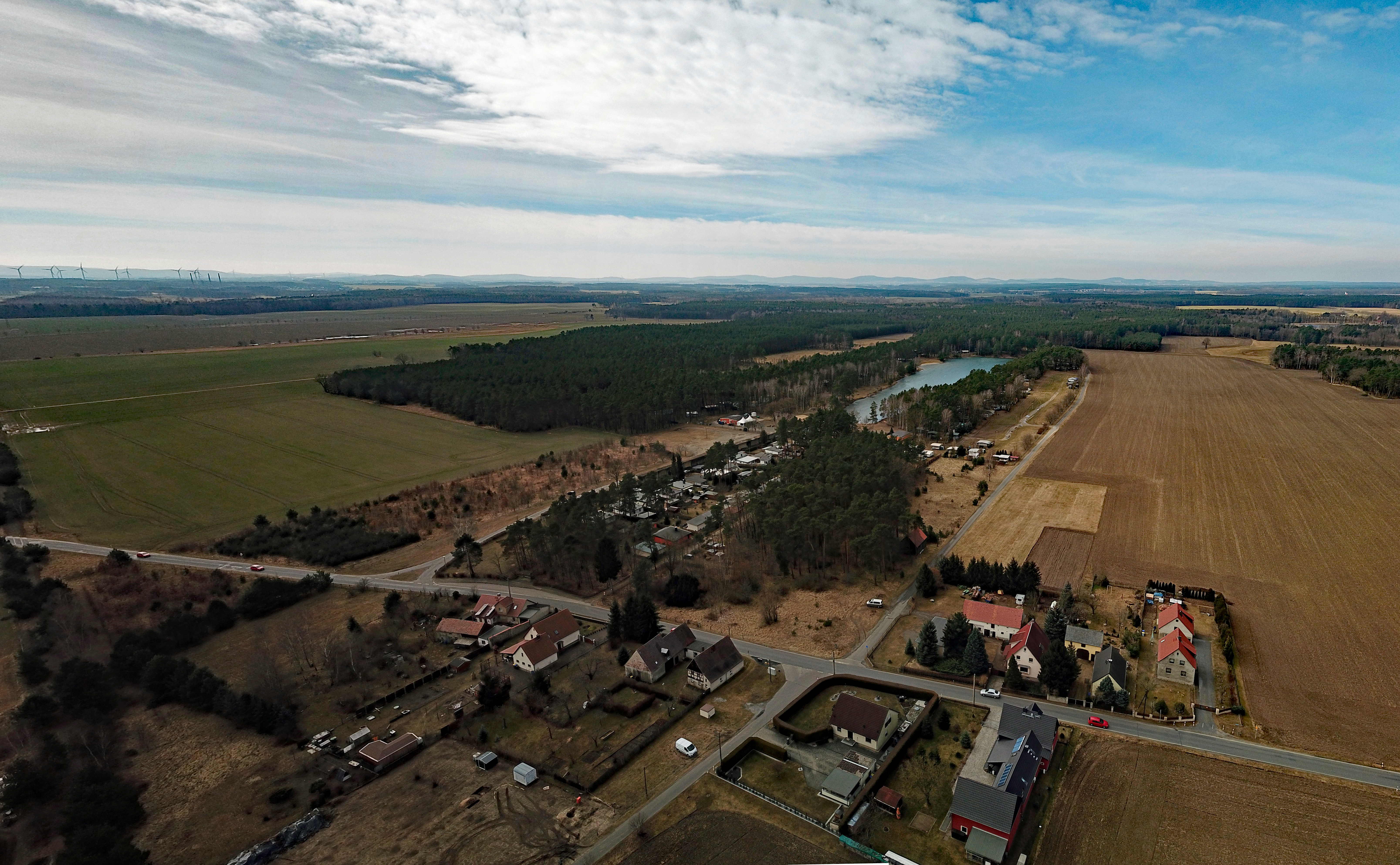
Luftbildpanorama mit Waldbad

Niesendorf, obersorbisch Niža Wjes, ist ein Ort im ostsächsischen Landkreis Bautzen und gehört seit 1936 zur Gemeinde Königswartha. Der Ort liegt in der Oberlausitz und zählt zum sorbischen Siedlungsgebiet. Im Dezember 2022 hatte der Ortsteil 45 Einwohner.
Der deutsche Ortsname leitet sich vom sorbischen ab, der das untere bzw. niedere Dorf bezeichnet.

## Geografie
Niesendorf befindet sich etwa 15 Kilometer nordwestlich der Großen Kreisstadt Bautzen und zwei Kilometer südwestlich des Gemeindezentrums Königswartha. Östlich des Ortes verläuft das Schwarzwasser; westlich befindet sich eine ehemalige Tongrube, die heute als Waldbad genutzt wird.
Der kleine Ort besteht aus zwei Teilen, die von der ehemaligen Bahnstrecke Bautzen–Hoyerswerda, die bis 2001 betrieben wurde, getrennt werden. Der östliche Ortsteil ist dabei siedlungshistorisch ein Sackgassendorf, der westliche, an der Durchgangsstraße gelegene Teil wird als Bauernweiler betrachtet. Die Nachbarorte sind Königswartha im Nordosten, Zescha (Gemeinde Neschwitz) im Süden und Eutrich im Westen.

## Geschichte
Der Ort wurde erstmals erst 1600 als Niesendorf urkundlich erwähnt. Andere Namensformen sind nicht bekannt. Die Grundherrschaft lag auch nach der Reformation weiterhin beim katholischen Kloster St. Marienstern, wenn auch die Bevölkerung bereits protestantisch war.
Bis zum 1. April 1936 war Niesendorf eine eigenständige Landgemeinde; dann wurde es nach Königswartha eingemeindet.

## Bevölkerung

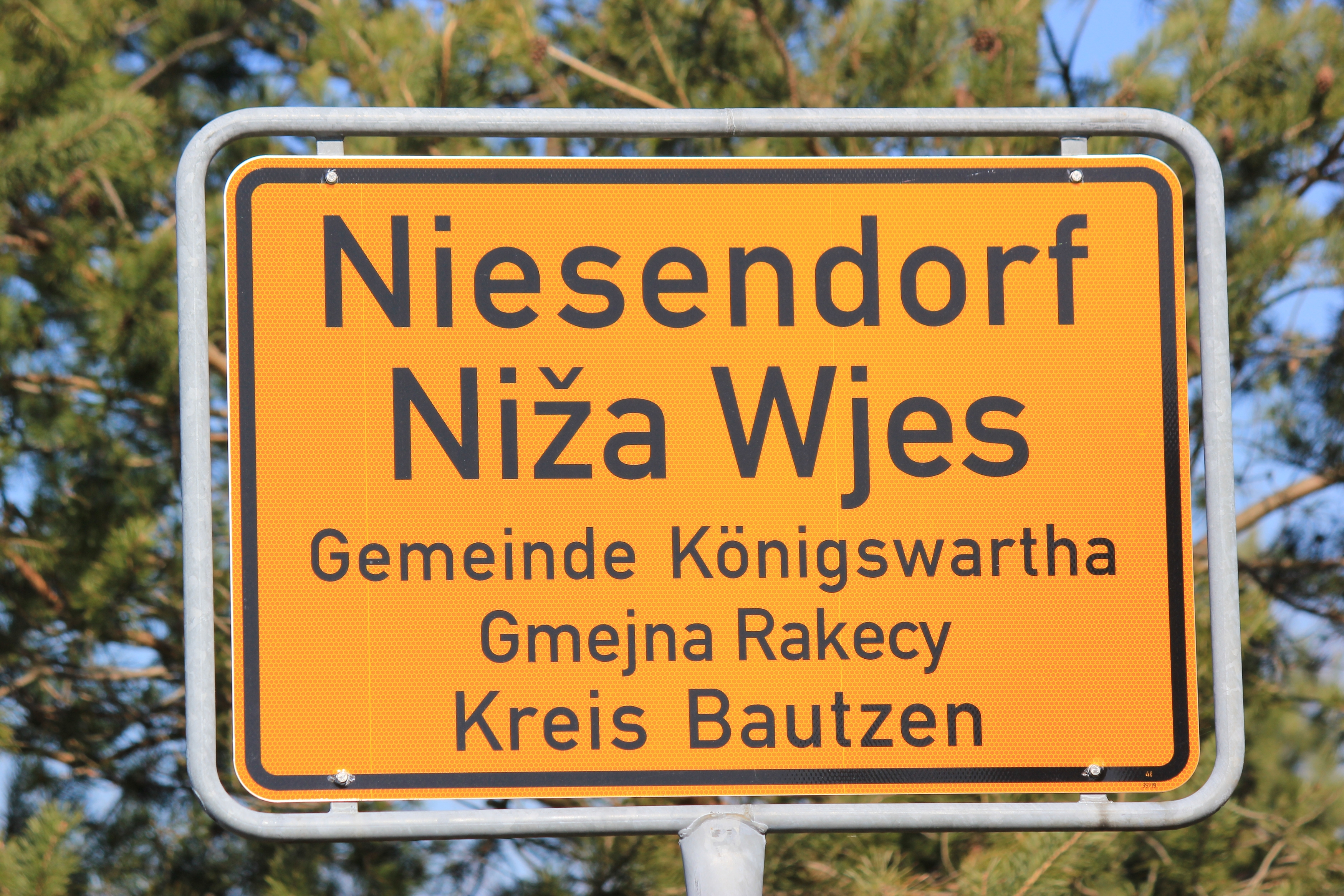
Zweisprachiges Ortsschild von Niesendorf

Für seine Statistik über die sorbische Bevölkerung in der Oberlausitz ermittelte Arnošt Muka in den achtziger Jahren des 19. Jahrhunderts eine Bevölkerungszahl von 68 Einwohnern; darunter waren 66 Sorben. Seit Mitte des 20. Jahrhunderts überwiegt das Deutsche im Ort.
Die gläubigen Einwohner sind überwiegend evangelisch-lutherischer Konfession und nach Königswartha gepfarrt.

## Wirtschaft und Infrastruktur
Niesendorf ist aufgrund seines Waldbades mit angeschlossenem Campingplatz regional bekannt und befindet sich unweit der Bundesstraße 96 (Bautzen-Hoyerswerda).